# Artamet
Artamet (in armeno Արտամետ?) è un comune dell'Armenia di 217 abitanti (2008) della provincia di Armavir.